# Життя хороша штука, брате!
«Життя хороша штука, брате!» (азерб. «Yaşamaq gözəldir, qardaşım!») — радянська пригодницька драма 1966 року, знята на кіностудії «Азербайджанфільм».

## Сюжет
Фільм присвячений життю азербайджанців в 1920-ті роки в країнах Близького Сходу. Ахмед є активним комуністом, також ним є і його брат Ісмаїл. Вони вирішили в одному з сіл запустити виробництво комуністичної газети і пропагують її поширення.

## У ролях
- Володимир Коваль — Ахмед (дублював Шахмар Алекперов)
- Олег Хабалов — Ісмаїл (дублював Гасан Турабов)
- Неллі Зінов'єва — Аннушка (дублював Аміна Юсіфкизи)
- Мурад Меліков — Карім
- Ксенія Мініна — Маруся
- М. Касимбеков — Сі Я У, кітаєць (дублював Рафік Азімов)
- Агасадих Герабейлі — Сукру бек
- Башир Сафароглу — Зія (дублював Амілет Ханізаде)
- Валентин Грудінін — Гьольчомаг
- Аббас Рзаєв — епізод
- Малейка Агазаде — дружина Сукру бека
- Юсіф Юлдуз — невідома людина
- Абшерон Адигьозалов — епізод
- Євген Александров — епізод
- Ельденіз Зейналов — М. Субхі
- Алігейдар Гасанзаде — турецький покупець газети

## Знімальна група
- Оригінальний текст: Назим Хікмет
- Автор сценарію: Леонід Агранович
- Режисери-постановники: Раміз Аскеров, Антоніс Войазос
- Оператор-постановник: Расім Ісмаїлов
- Монтажер-постановник: А. Філімонова
- Художники-постановники: Надір Зейналов, Фікрет Багіров
- Художник-гример: Тельман Юнусов
- Композитор: Фікрет Аміров
- Звукооператор: Ігор Попов
- Оркестр: Камерний оркестр Азербайджанського ТБ і радіо
- Диригент: Назим Рзаєв
- Асистенти режисерів: Ашраф Мамаєв, Мірзабала Меліков, Раміз Алієв
- Асистент оператора: Едуард Галакчієв, Р. Алієв
- Асистенти художників: Рафіз Ісмаїлов, М. Сафаралієва
- Консультант: А. Бабаєв (кандидат філологічних наук)
- Редактор: Наталія Шнейєр
- Директор фільму: С. Бейазов